# Поважска-Бистрица
По́важска-Би́стрица (нем. Waagbistritz, венг. Vágbeszterce, иногда рус. Поважская Быстрица) — город в северо-западной Словакии на реке Ваг.
Население — около 40 тыс. человек.

## История
Поважска-Бистрица была впервые упомянута в 1316 году. История города тесно связана с недалёким замком Бистрица, построенном в XIII веке.
В 1918 году оружейный завод «Рот» перемещается сюда из Братиславы, начинается индустриальный рост города.

## Население
| Год:                | 1994   | 2004    | 2014    | 2024    |
| ------------------- | ------ | ------- | ------- | ------- |
| Количество человек: | 42 737 | 42 320  | 40 569  | 36 961  |
| Разница:            |        | −0,97 % | −4,13 % | −8,89 % |

## Достопримечательности
- Руины замка
- Костёл св. Марии
- Костёл св. Георгия

## Известные уроженцы
- Башка, Ярослав (род. 1975) — словацкий государственный деятель.
- Сивачек, Юрай (род. 1968) — словацкий дипломат.